# 王扬
王扬（1982年5月1日—），出生于中国南京市，足球运动员，司职前鋒，原效力于中超球队江苏舜天。他曾于2004年短暂效力于乌拉圭科洛尼亚广场体育俱乐部，因此成为历史上第一个参加乌拉圭联赛的中国球员，也是唯一一个在乌拉圭甲级联赛进球的中国球员。